# Црква Светог Василија Острошког у Шапцу
Црква Светог Василија Острошког у Шапцу припада Епархији шабачкој Српске православне цркве.
Храм је подигнут и освештан 2002. године